# Punktmassa
En punktmassa är en punkt med en massa. Begreppet är användbart eftersom massan hos en kropp eller partikel ibland approximativt kan anses vara belägen i en punkt. Så är ofta fallet för elementarpartiklar, exempelvis en elektron. Men även planeter och stjärnor kan för vissa resonemang och beräkningar ersättas med punktmassor.
Eftersom betydande förenklingar i beräkningar erhålles om punktmassor betraktas istället för kroppar, vilket kan göras till priset av risker för större fel i kvantitativa resultat, är det lämpligt att använda begreppet för att nå principiell kunskap eller då noggrannheten hos svaret fortfarande ligger på en tolerabel nivå. Exempelvis kan för överslagsberäkningar av satellitbanor, både jorden och satelliten ersättas med punktmassor. Dock måste för noggranna resultat hänsyn tas till jordens inhomogena massfördelning.